# Verkiezingen voor het Europees Parlement 2009/Kandidatenlijst/VVD
Hieronder staat de kandidatenlijst van de Volkspartij voor Vrijheid en Democratie voor de Europese Parlementsverkiezingen 2009.

## Kandidatenlijst
1. Hans van Baalen (*)
2. Jeanine Hennis-Plasschaert (*)
3. Toine Manders (*)
4. Jan Mulder (**)
5. Betty de Boer (vanaf 17 juni 2010 Tweede Kamerlid)
6. Pim van Ballekom
7. Marianne Kallen-Morren
8. Ingrid de Caluwé (vanaf 1 juni 2011 Tweede Kamerlid)
9. Ferdi de Lange
10. Bart Keuper
11. Gijs Schilthuis
12. Joost van den Akker
13. David van den Burg
14. Nicole Maes
15. André Bosman (vanaf 17 juni 2010 Tweede Kamerlid)
16. Bernd Roks
17. Frank van Oorschot
18. Tjalling Wiarda
19. Hans Pluckel
20. Margaret de Vos van Steenwijk-Groeneveld
21. Frank Verveld
22. Willem Gasman
23. Sam Cherribi
24. Dries Lodewijks
25. Joost van Keulen
26. Rudmer Heerema (vanaf 3 september 2013 Tweede Kamerlid)
27. Laetitia Smits van Oyen
28. Edward Koops
29. Robert de Oude
30. Hans Aeijelts Averink

Noot*: verkozen politici

Noot**: komt in het parlement ter vervanging van Jeanine Hennis-Plasschaert, die bij de verkiezingen van 9 juni 2010 is verkozen tot Kamerlid voor de VVD